# Brit Awards 1995
Les Brit Awards 1995 ont lieu le 20 février 1995 à l'Alexandra Palace à Londres. Il s'agit de la 15e cérémonie des Brit Awards, présentée par Chris Evans. Elle est enregistrée et diffusée à la télévision sur la chaîne ITV.
Le groupe Blur établit un record en remportant quatre récompenses lors d'une même cérémonie. Record qui sera égalé par la chanteuse Adele en 2016.

## Interprétations sur scène
Plusieurs chansons sont interprétées lors de la cérémonie :
- Blur : Girls & Boys
- East 17 : Let It Rain
- Eddi Reader : Patience of Angels
- Elton John : Believe, Philadelphia Fredom et I'm Still Standing
- Eternal : Baby Love
- Sting et M People : Set Them Free
- Madonna : Bedtime Story
- Take That : Back for Good

## Palmarès
Les lauréats apparaissent en caractères gras.

### Meilleur album britannique
- Parklife de Blur
  - Always & Forever de Eternal
  - Protection de Massive Attack
  - Definitely Maybe de Oasis
  - The Division Bell de Pink Floyd

### Meilleur single britannique
- Parklife de Blur
  - Girls & Boys de Blur
  - Searching de China Black (en)
  - Things Can Only Get Better de D Ream
  - Stay Another Day (en) de East 17
  - Sweetness de Michelle Gayle (en)
  - Texas Cowboys de The Grid (en)
  - If I Only Knew de Tom Jones
  - Live Forever de Oasis
  - Love Is All Around de Wet Wet Wet

Note : Le vainqueur est désigné par un vote des auditeurs de BBC Radio 1.

### Meilleur artiste solo masculin britannique
- Paul Weller
  - Eric Clapton
  - Elvis Costello
  - Morrissey
  - Seal

### Meilleure artiste solo féminine britannique
- Eddi Reader
  - Kate Bush
  - Des'ree
  - Michelle Gayle (en)
  - Lisa Stansfield

### Meilleur groupe britannique
- Blur
  - Eternal
  - M People
  - Oasis
  - Pink Floyd

### Meilleure vidéo britannique
- Parklife de Blur
  - Space Cowboy de Jamiroquai
  - Love Is Strong des Rolling Stones
  - Prayer for the Dying de Seal
  - The Wild Ones de Suede

### Meilleur producteur britannique
- Nellee Hooper
  - Ed Buller (en)
  - Trevor Horn
  - Stephen Street

### Révélation britannique
- Oasis
  - Echobelly
  - Eternal
  - PJ & Duncan
  - Portishead

### Meilleur artiste dance britannique
- M People
  - Brand New Heavies
  - Eternal
  - Massive Attack
  - The Prodigy

### Meilleur artiste solo masculin international
- Prince
  - Bryan Adams
  - Warren G
  - Youssou N'Dour
  - Luther Vandross

### Meilleure artiste solo féminine internationale
- K.d. lang
  - Tori Amos
  - Madonna
  - Kylie Minogue
  - Sinéad O'Connor

### Meilleur groupe international
- R.E.M.
  - Counting Crows
  - The Cranberries
  - Crash Test Dummies
  - Neil Young and Crazy Horse

### Révélation internationale
- Lisa Loeb
  - Carleen Anderson (en)
  - Counting Crows
  - Marcella Detroit
  - Warren G

### Meilleure bande originale de film
- Pulp Fiction de divers artistes
  - Forrest Gump de divers artistes
  - Philadelphia de divers artistes
  - Quatre mariages et un enterrement (Four Weddings and a Funeral) de divers artistes
  - Le Roi lion (The Lion King) de Hans Zimmer, Elton John et Tim Rice

### Contribution exceptionnelle à la musique
- Elton John

## Artistes à nominations multiples
- 5 nominations :
  - Blur

- 4 nominations :
  - Eternal
  - Oasis

- 2 nominations :
  - Counting Crows
  - Michelle Gayle
  - Warren G
  - Massive Attack
  - M People
  - Pink Floyd
  - Seal

## Artiste à récompenses multiples
- 4 récompenses :
  - Blur